# Umberto De Martino
Umberto De Martino (Bologna, 16 luglio 1906 – 23 settembre 1970) è stato uno schermidore e dirigente sportivo italiano, specializzato nella sciabola. Ha vinto una medaglia d'oro ai Campionati mondiali di scherma.
È stato reggente CONI della Federazione Italiana Scherma nel 1944.

## Palmarès
In carriera ha ottenuto i seguenti risultati:

### Mondiali
Individuale
A squadre
- Oro nella sciabola a Lisbona 1947

### Campionati italiani
Individuale
- Oro nella sciabola nel 1943
- Argento nella sciabola nel 1930

A squadre